# The Mail Man
The Mail Man é um EP de oito faixas do rapper E-40, lançado em 28 de Setembro de 1993 pela Sick Wid It nos formatos de LP e cassete. O álbum conta com a produção de Mike Mosley, Sam Bostic, Studio Ton e E-40. Ficou na 13ª posição da Billboard R&B/Hip-Hop Albums e na 131ª posição da Billboard 200
Jive Records re-lançou o álbum em 1994 com uma diferente lista de faixas. 

## Faixas
Intro
1. "Neva Broke"
2. "Bring the Yellow Tape"
3. "Practice Lookin' Hard"
4. "Where the Party At" (feat. The Mossie)
5. "Captain Save a Hoe" (feat. The Click)
6. "The Mailman"

Outro
Faixas bônus:
1. "Ballin' Out of Control" (feat. Levitti)
2. "Captain Save a Hoe (Remix)" (feat. The Click)

## Histórico nas paradas
Álbum
| Parada (1993)                         | Melhor posição |
| ------------------------------------- | -------------- |
| U.S. Billboard 200                    | 131            |
| U.S. Billboard Top R&B/Hip-Hop Albums | 13             |
| Parada (1994)                         | Melhor posição |
| U.S. Billboard Top Heatseekers        | 25             |

Singles
| Canção               | Parada (1994)                          | Melhor posição |
| -------------------- | -------------------------------------- | -------------- |
| "Captain Save a Hoe" | U.S. Billboard Hot 100                 | 94             |
| "Captain Save a Hoe" | U.S. Billboard Hot Dance Singles Sales | 42             |
| "Captain Save a Hoe" | U.S. Billboard Hot R&B/Hip-Hop Songs   | 63             |